# True Colors Tour
True Colors Tour – coroczna trasa koncertowa organizowana przez amerykańską piosenkarkę Cyndi Lauper, mająca na celu niesienie wsparcia dla gejów, lesbijek oraz ich rodzin. Trasa wspierała organizacje walczące z nietolerancją, m.in. Human Rights Campaign, PFLAG czy Fundację Matthew Sheparda. Do tej pory zorganizowano dwie edycje trasy: w 2007 i 2008 roku.

## 2007
W pierwszej trasie z serii True Colors, oprócz Cyndi Lauper jako głównej organizatorki, wzięli udział: Debbie Harry z zespołu Blondie, Erasure, The Dresden Dolls i Margaret Cho. Od 8 do 30 czerwca tournée zatrzymało się w piętnastu miastach, a podczas koncertów pojawiali się m.in. Amanda Lepore i zespół Indigo Girls. Organizacja Human Rights Campaign otrzymała 1 dolara z każdego sprzedanego biletu.
Patronat nad trasą objęła m.in. stacja telewizyjna Logo. 21 czerwca 2007 stacja ta wyemitowała półgodzinny program Shining Through: Behind the Scenes of True Colors. Podczas programu Lauper wyjaśniła ideę trasy, mówiąc:

Wiem, że ludzie nie zdają sobie sprawy, jakie są fakty. Nie wiedzą, że w 33 stanach nadal można być zwolnionym z pracy za bycie gejem, lesbijką, osobą transseksualną lub biseksualistą. Edukacja jest taka ważna. I to jest właśnie to, co staramy się robić.

### Album
12 czerwca 2007 ukazał się album upamiętniający trasę, zawierający utwory wykonawców, którzy brali udział w przedsięwzięciu. Można go było kupić w postaci fizycznej podczas koncertów, był także dostępny w sieci poprzez iTunes.

## Lista utworów
1. Cyndi Lauper – „True Colors (Morel’s Pink Noise Mix)” (Tom Kelly, Billy Steinberg) – 8:10
2. The Dresden Dolls – „Shores of California” (Amanda Palmer) – 3:35
3. The Cliks – „Oh Yeah” (Lucas Silveira) – 4:34
4. Indigo Girls – „Rock & Roll Heaven’s Gate” (Amy Ray) – 3:14
5. Rufus Wainwright – „Gay Messiah” (Wainwright) – 3:14
6. Debbie Harry – „What Is Love” (Harry, Barb Morrison, Charles Nieland)
7. Erasure featuring Cyndi Lauper – „Early Bird (DJ Manolo’s True Colors Mix)”
8. Jeffree Star – „Plastic Surgery Slumber Party”
9. The Gossip – „(Take Back) The Revolution”
10. Cazwell – „Watch My Mouth”

## 2008
Druga część trasy objęła 24 miasta (o 9 więcej w porównaniu z rokiem 2007) i trwała od 31 maja do 5 lipca 2008. Tym razem w koncertach wzięła udział większa liczba wykonawców, byli to m.in. Joan Jett, Andy Bell, The B-52's, Kat DeLuna, Sarah McLachlan czy Tegan and Sara. Na trasie pojawili się też aktorzy komediowi, m.in. Carson Kressley oraz ponownie Rosie O’Donnell i Margaret Cho. Lista występujących muzyków i aktorów różniła się w poszczególnych miastach. Również i tym razem wydano poprzez iTunes specjalny album.

## Wykonawcy
- Amanda Lepore
- Andy Bell
- Carson Kressley
- Cazwell
- Colton Ford
- Cyndi Lauper
- Debbie Harry
- Deborah Cox
- Diana Yanez
- Erasure
- Girl in a Coma
- Indigo Girls
- Jeffree Star
- Joan Armatrading
- Joan Jett
- Kat DeLuna
- Kate Clinton
- Lili Haydn
- Margaret Cho
- Nona Hendryx
- Paul V
- Regina Spektor
- Rosie O’Donnell
- Rufus Wainwright
- Sarah McLachlan
- Tegan and Sara
- The B-52's
- The Cliks
- The Dresden Dolls
- The Gossip
- The Puppini Sisters
- The White Tie Affair
- Wanda Sykes